# 単体圏
数学における 単体圏（たんたいけん、英: simplex category）（単体的圏（たんたいてきけん、英: simplicial category）、０を除く有限順序数の圏（れいをのぞくゆうげんじゅんじょすうのけん、英: nonempty finite ordinal category））とは、０ を除く 有限順序数 と 順序を保つ写像 の 圏 である。特に 単体的対象 やその双対である 余単体的対象 を定義する際に用いられる。

## 形式的定義
単体圏 は通常 {\displaystyle \Delta } で表され、これに対する互いに同値となる定義や標準とは異なる定義がいくつか知られている。現在標準的に用いられる定義によれば、{\displaystyle \Delta } は ０を除く有限順序数 全体を対象とし、有限順序数を表す有限集合の整列順序を （広義に）保つ写像 を 射 の全体とする圏である。また単体的対象は {\displaystyle \Delta } 上の 前層、すなわち {\displaystyle \Delta } を始域とし、他の圏を終域とする反変関手である。例えば、単体的集合 はその終域を集合の圏とする単体的対象である。他方、余単体的対象は同様に定義されるもので、{\displaystyle \Delta } からの共変関手である。

## 単体的関係式
{\displaystyle \Delta } の対象は、多くの場合に {\displaystyle [n]=\{0,1,\dots ,n\}}（この表記での {\displaystyle [n]} は順序数 {\displaystyle n{+}1} である）と表記される。この圏の射は、順序数に新しい要素を加える余辺と、順序数の隣り合う要素を併せる余退化からなる一群の写像から生成される。余辺を {\displaystyle \delta _{i}:[n{-}1]\to [n]} で、また余退化を {\displaystyle \sigma _{i}:[n{+}1]\to [n]}（各々 {\displaystyle 0\leq i\leq n}）で表せば、これらの写像は具体的には次の式で与えられる。
また、これらの写像の満たす関係式は次の 単体的関係式（単体的恒等式 とも言う）のみである。

## 飾り付き単体圏
飾り付き単体圏は通常 {\displaystyle \Delta _{+}}（この飾り付き単体圏を {\displaystyle \Delta } で表すこともある）で表され、すべての有限順序数と整列順序を保つ写像の圏であり、したがって対象に限れば {\displaystyle \Delta _{+}=\Delta \cup [-1]} であり、これは FinOrd の対象と同じである。ただし、{\displaystyle [-1]=\emptyset }（順序数０）である。しかしながら、{\displaystyle \Delta _{+}} の射は整列順序を保つ写像だけであり、すべての写像を射とする FinOrd とは明確に異なる。
圏 {\displaystyle \Delta _{+}} 上の反変関手は 飾り付き単体的対象 と、また {\displaystyle \Delta _{+}} 上の共変関手は 飾り付き余単体的対象 と呼ばれ、例えばそれらの終域が集合の圏であった場合には、これらは各々、飾り付き単体的集合と飾り付き余単体的集合と呼ばれる。
飾り付き単体圏は単体圏とは違って、自然な モノイド構造 をもつ。そのモノイド積は整列順序の結合により与えられ、空集合の順序数 {\displaystyle [-1]} を単位元とする。（この単位元の欠如こそが同じ積が {\displaystyle \Delta } にモノイド構造を与えることを許さない）実際、モノイド圏 {\displaystyle \Delta _{+}} の対象は、一つの対象 {\displaystyle [0]} から自由生成され、その射は、{\displaystyle [0]} を唯一の モノイド対象 とする構造である、単位元を与えるただひとつの射（新しい要素を加える）と積を与えるただひとつの射（二つの要素を一つにする）から生成され、単体的関係式のみをその関係式とする。上記の定義はモノイド圏に於ける 余モノイド 対象が単体的対象を如何に与えるのかを理解するためには有用である。なぜなら、上記の観点からは、それが余モノイドを含むモノイド圏への反変関手による {\displaystyle [0]} の像であるとみなすことができるからであり、その飾りを単に無視することで単体的対象が得られる。さらに、この観点は モナド（したがって 随伴関手）からの単体的対象の構成をも照らし出す。なぜならモナドはモノイド圏である 自己関手の圏 におけるモノイド対象であるとみなせるからである。